# 圣埃阿娜
圣埃阿娜（法語：Sainte-Eanne，法語發音：[sɛ̃t ean]）是法国德塞夫勒省的一个市镇，属于尼奥尔区。

## 地理
圣埃阿娜（46°23'56"N, 0°8'10"W）面积13.83 平方千米，位于法国新阿基坦大区德塞夫勒省，该省份为法国西部内陆省份，北起曼恩-卢瓦尔省，西接旺代省，南至夏朗德省和滨海夏朗德省，东临维埃纳省。
与圣埃阿娜接壤的市镇（或旧市镇、城区）包括：拉莫特圣埃赖、楠特伊、圣马丹德圣迈克桑、萨勒、苏当、苏维涅。

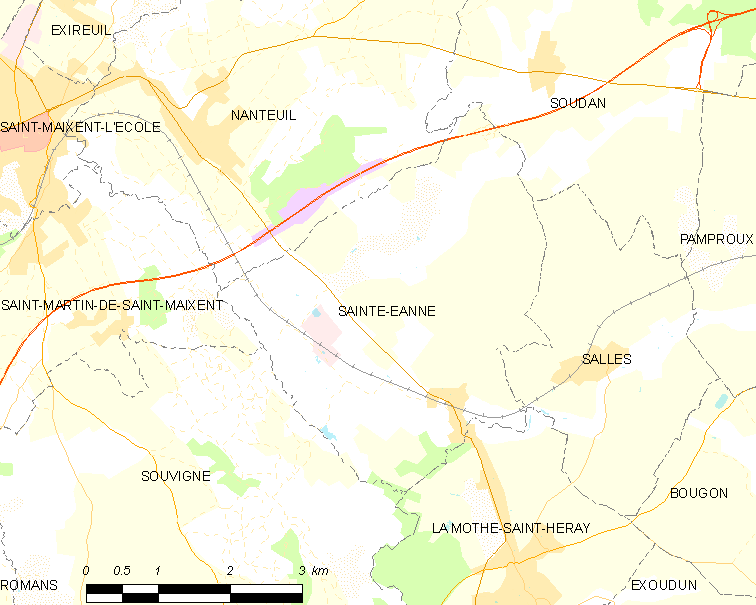
圣埃阿娜的OSM定位图

圣埃阿娜的时区为UTC+01:00、UTC+02:00（夏令时）。

## 行政
圣埃阿娜的邮政编码为79800，INSEE市镇编码为79246。

## 政治
圣埃阿娜所属的省级选区为圣迈克桑莱科勒县。

## 人口

1962-2008年间圣埃阿娜人口变化图示

圣埃阿娜于2022年1月1日时的人口数量为592人。